# Fratta (Oderzo)
Fratta is een plaats (frazione) in de Italiaanse gemeente Oderzo.